# John Doman
Pour les articles homonymes, voir Doman.
John Doman est un acteur américain né le 9 janvier 1945 à Philadelphie aux États-Unis.

## Biographie

### Jeunesse
John Doman est diplômé en littérature anglaise de l'Université de Pennsylvanie. Il est un ancien officier du Corps des Marines des États-Unis et vétéran de la guerre du Viêt Nam.

### Carrière
Il est ensuite devenu publicitaire avant d'entamer une carrière d'acteur, faisant des apparitions dans Cop Land et Mystic River. Il joue dans la série télévisée Urgences dans le rôle du docteur Carl Deraad, il fait une apparition dans la saison 4 de Oz, dans le rôle du colonel Edward Galson, dans la saison 2 de Damages dans le rôle de Walter Kendrick, président d'une société. De 2002 à 2008, il fait partie des rôles récurrents de la série policière Sur écoute dans le rôle du commissaire William Rawls.
En 2010, il prête sa voix au personnage de Caesar dans le jeu vidéo Fallout: New Vegas.
De 2011 à 2014, il tient le rôle de Rodrigo Borgia, futur Alexandre VI, dans la série Borgia produite par Atlantique Productions et diffusée en France sur Canal+.
De 2014 à 2017, il incarne le parrain de la mafia Carmine Falcone dans la série Gotham.

## Filmographie

### Cinéma

#### Longs métrages
- 1995 : Une journée en enfer (Die Hard with a Vengeance) de John McTiernan : Le contremaître du chantier
- 1995 : Les Chemins de la liberté (The Run of the Country) de Peter Yates : Bolton
- 1995 : Stonewall de Nigel Finch : Un policier
- 1996 : Beavis et Butt-Head se font l'Amérique (Beavis and Butt-Head Do America) de Mike Judge : Le capitaine de l'avion / Le représentant de la Maison-Blanche (voix)
- 1997 : Copland (Cop Land) de James Mangold : Un homme
- 1997 : Little Boy Blue d'Antonio Tibaldi : Andy Berg
- 1997 : Fool's Paradise de Richard Zakka : Un sénateur
- 1998 : Code Mercury d'Harold Becker : Hartley
- 1998 : Claire Dolan de Lodge Kerrigan : L'ami de Friend
- 1999 : Giving It Up de Christopher Kublan : Ralph Gigante Sr
- 1999 : Loving Jezebel de Kwyn Bader : Pop Melville
- 1999 : Wirey Spindell d'Eric Schaeffer : Le père de Wirey
- 1999 : Puppet de Felix Limardo : L'oncle russe
- 2000 : Interstate 84 de Ross Partridge : Montaldo
- 2000 : The Opponent d'Eugene Jarecki : Fred
- 2001 : Besotted d'Holly Hardman : Dave
- 2002 : Père et Flic (City by the Sea) de Michael Caton-Jones : Henderson
- 2002 : Emmett's Mark de Keith Snyder : Capitaine Berman
- 2003 : Mystic River de Clint Eastwood : Le chauffeur
- 2004 : Noël (Noel) de Chazz Palminteri : Dr Baron
- 2004 : Sniper 3 de P.J Pesce : Paul Finnegan
- 2004 : The Kings of Brooklyn de Lance Lane : Le père
- 2005 : Rock the Paint de Phil Bertelsen : Père Pete
- 2006 : Cœurs perdus (Lonely Hearts) de Todd Robinson : Chef McSwain
- 2006 : Fatwa de John R. Carter : John Davidson
- 2007 : Gracie de Davis Guggenheim : Coach Colasanti
- 2008 : Sympathetic Details de Benjamin Busch : Phillips
- 2010 : Blue Valentine de Derek Cianfrance : Jerry
- 2010 : Love and Secrets (All Good Things) d'Andrew Jarecki : Mike Murphy
- 2011 : The Company Men de John Wells : Dysert
- 2014 : After de Pieter Gaspersz : Mitch Valentino
- 2016 : Ordinary World de Lee Kirk : Walt
- 2017 : A Beautiful Day (You Were Never Really Here) de Lynne Ramsay : John McCleary
- 2019 : Sang froid (Cold Pursuit) de Hans Petter Moland : John "Gip" Gipsky
- 2019 : L'amour ou presque (Sell By) de Mike Doyle : Tommy
- 2020 : Les Sept de Chicago (The Trial of the Chicago 7) d'Aaron Sorkin : John Mitchell

#### Courts métrages
- 2005 : Dawn's Early Light de Paul Mollan : Sheriff Clayton
- 2006 : Jimmy Blue de Joseph Infantolino : McShane
- 2017 : Without Grace de Deborah Kampmeier : Joe Goldstein
- 2017 : Two Black Coffees de Michael Driscoll : Le barman
- 2018 : Time Can Break Your Heart de Paul Schwartz : George
- 2021 : The Case de Patrick House : Charles O'Hara

### Télévision

#### Séries télévisées
- 1991 / 1997 / 1998 / 2003 / 2008 : New York, police judiciaire : Bailiff / Sergent Frank Gottlieb / Mr Stephens / Howard Ridgeway / Jim Gilles
- 1992 : As the World Turns : Julius Harper
- 1992 : Amoureusement vôtre (Loving) : Dobson
- 1994 : La Force du destin (All My Children) : Burt Marston
- 1994 : Directed By : Ira
- 1995 : Star Trek: Deep Space Nine : Colonel Lenaris Holem
- 1995 : Dr Quinn, femme médecin (Dr Quinn, Medicine Woman) : Mr Riggs
- 1996 : The City : Murray Golden
- 1997 : New York Undercover : Richard Coates
- 1997 : Haine et Passions (Guiding Light) : Jack Blue
- 1999 : New York Police Blues (NYPD Blue) : Frank DiNovi
- 1999 - 2003 : Urgences (ER) : Dr Carl Deraad
- 2000 : Le Flic de Shanghaï (Martial Law) : Gouverneur Marx
- 2000 - 2001 : The Practice: Donnell et Associés (The Practice) : Officier Michael Finlay / Détective Michael Finley
- 2000 - 2001 / 2007 / 2012 : New York, unité spéciale : Dan Lattimer / L'informateur de Munch / Agent spécial Rod Franklin / Mike Mollinax / William Rand
- 2001 : Oz : Edward Galson
- 2001 : New York, section criminelle (Law and Order: Criminal Intent) : Roy Markham
- 2001 : Amy : Ralph
- 2002 - 2008 : Sur écoute (The Wire) : William Rawls[4]
- 2003 : Les Experts (CSI: Crime Scene Investigation) : Juge Slater
- 2003 : Le Justicier de l'ombre (Hack) : Hanratty
- 2005 : NCIS : Enquêtes spéciales (NCIS) : Lieutenant Cheney
- 2005 : New York, cour de justice (Law and Order: Trial by Jury) : Tim Grace
- 2006 : Close to Home : Juste Cause (Close to Home) : Eugene Kale
- 2007 : FBI : Portés disparus (Without a Trace) : Hayden Mills
- 2009 : Damages : Walter Kendrick
- 2010 : Burn Notice : Bill Cowley
- 2010 - 2014 : Rizzoli and Isles : Patrick "Paddy" Doyle
- 2011 : The Good Wife : Oliver Cardiff
- 2011 - 2014 : Borgia : Rodrigo Borgia / Pape Alexandre VI
- 2012 : NYC 22 : Détective Collins
- 2012 : A Gifted Man : Le coach
- 2014 : Unforgettable : Vincent Quinn
- 2014 - 2016 : Person of Interest : Sénateur Ross Garrison
- 2014 - 2017 : Gotham : Carmine Falcone
- 2014 - 2019 : The Affair : Bruce Butler
- 2015 : House of Cards : Évêque Charles Eddis
- 2016 : Elementary : Conseiller Randall Schlessinger
- 2016 : Madam Secretary : Dennis Ellerman, directeur de la CIA
- 2016 : Feed the Beast : Aidan Moran
- 2017 : Longmire : Victor Moretti
- 2017 : Berlin Station : Richard Hanes
- 2018 - 2019 : Instinct : Roger Reinhart
- 2019 : The Boys : Jonah Vogelbaum
- 2020 : For Life : Alan Burke
- 2021 - 2022 : City on a Hill : Guy Dan
- 2021 - 2022 : Birdgirl : Un homme (voix)
- 2022 : New York, crime organisé (Law & Order: Organized Crime) : Robert Silas
- 2024 : Eric : Robert Anderson
- 2024 : The Big Cigar : Abe Schneider
- 2025 : La Rivière des Disparues (Long Bright River) : Gee

#### Téléfilms
- 1993 : Empty Cradle de Paul Schneider : Mr Lee
- 1995 : Donneur inconnu (Donor Unknown) de John Harrison : Dr Bochman
- 2001 : A Glimpse of Hell de Mikael Salomon : Amiral Langlett
- 2001 : Trois souris aveugles (Three Blind Mice) de Christopher Leitch : Stephen Leeds
- 2017 : Final Vision de Nicholas McCarthy : Bernie Segal

## Jeux vidéos
- 2002 : Mafia: The City of Lost Heaven : Morello (voix)
- 2009 : Fallout: New Vegas : Caesar (voix)

## Voix francophones
En France, Patrick Floersheim fut la voix régulière de John Doman de 2004 à 2015. Par la suite, Philippe Crubézy et Philippe Dumond l'ont doublé à sept et cinq reprises.
En France
| - Patrick Floersheim (1944 - 2016) dans (les séries télévisées) : - Sur écoute - FBI : Portés disparus - Damages - Burn Notice - Rizzoli and Isles - The Good Wife - New York, unité spéciale (saison 13) - A Gifted Man - NYC 22 - The Affair (1re voix) - House of Cards - Philippe Crubézy dans : - Borgia (série télévisée) - Unforgettable (série télévisée) - Person of Interest (série télévisée) - Elementary (série télévisée) - Madam Secretary (série télévisée) - Instinct (série télévisée) - Les Sept de Chicago - Philippe Dumond dans : - Blue Valentine - Gotham (série télévisée) - City on a Hill (série télévisée) - New York, crime organisé (série télévisée) - The Big Cigar (mini-série) | - Patrick Messe dans (les séries télévisées) : - The Affair (2e voix) - Longmire - For Life (série télévisée) - Bernard Woringer dans (les séries télévisées) : - New York, unité spéciale (saison 8) - NCIS : Enquêtes spéciales - Jacques Frantz dans (les séries télévisées) : - Berlin Station - The Boys Et aussi - Christian Peythieu dans Urgences (série télévisée) - Michel Fortin dans The Practice : Donnell et Associés (série télévisée) - Igor de Savitch dans New York, cour de justice (série télévisée) - Guy Chapellier dans The Company Men - Michel de Warzée dans Feed the Beast (série télévisée) - Patrice Melennec dans A Beautiful Day - Patrick Bonnel dans Sang froid - Benjamin Egner dans Eric (mini-série) |

Au Québec
- Benoît Marleau dans Père et Flic